# Hystrix javanica
El puercoespín de Java o de la Sonda (Hystrix javanica) es una especie de roedor histricomorfo de la familia Hystricidae. Es endémico de Indonesia, donde se encuentra en las islas de Java, Bali, Sumbawa, Flores, Lombok, Madura y Tonahdjampea. No se reconocen subespecies.